# Transcend
Transcend Information, Inc. (chiń. 創見資訊股份有限公司) – tajwańskie przedsiębiorstwo elektroniczne, założone w 1988 roku. Zajmuje się produkcją różnego rodzaju urządzeń elektronicznych, m.in. pamięci komputerowych.
Portfolio przedsiębiorstwa obejmuje moduły pamięci, pamięci USB, dyski twarde, odtwarzacze MP3, karty pamięci flash, czytniki kart oraz produkty multimedialne.
Firma zatrudnia 2 tys. osób (stan na 2011 rok), a swoją siedzibę ma w Tajpej. Oprócz tego posiada biura w Stanach Zjednoczonych, Wielkiej Brytanii, Niemczech, Holandii, Japonii, Korei Południowej i Chinach.